# Economidichthys pygmaeus
Economidichthys pygmaeus là một loài cá thuộc họ Gobiidae. Nó là loài đặc hữu của Hy Lạp. Các môi trường sống tự nhiên của chúng là sông, hồ nước ngọt, and freshwater spring. Nó bị đe dọa do mất môi trường sống.